# Прушкув (Скерневицький повіт)
Прушкув (пол. Pruszków) — село в Польщі, у гміні Скерневиці Скерневицького повіту Лодзинського воєводства.
Населення — 25 осіб (2011).
У 1975—1998 роках село належало до Скерневицького воєводства.

## Демографія
Демографічна структура станом на 31 березня 2011 року:
|          | Загалом | Допрацездатний вік | Працездатний вік | Постпрацездатний вік |
| -------- | ------- | ------------------ | ---------------- | -------------------- |
| Чоловіки | 14      | 0                  | 10               | 4                    |
| Жінки    | 11      | 3                  | 2                | 6                    |
| Разом    | 25      | 3                  | 12               | 10                   |